# World Games 2017/Teilnehmer (Venezuela)
| Gelbes Symbol für Goldmedaillen mit stilisierten Olympischen Ringen | Graues Symbol für Silbermedaillen mit stilisierten Olympischen Ringen | Braundes Symbol für Bronzemedaillen mit stilisierten Olympischen Ringen |
| ------------------------------------------------------------------- | --------------------------------------------------------------------- | ----------------------------------------------------------------------- |
| —                                                                   | 3                                                                     | 3                                                                       |

Venezuela nahm in Breslau an den World Games 2017 teil. Die Delegation von Venezuela bestand aus 19 Athleten.

## Medaillengewinner

### Silber
| Name                                  | Sportart            | Wettkampf         |
| ------------------------------------- | ------------------- | ----------------- |
| Ildemaro Ruiz                         | Bowling             | Einzel            |
| Massimiliano Fridegotto Ildemaro Ruiz | Bowling             | Doppel            |
| Johan Guzmán                          | Inline-Speedskating | 500 m Sprint Bahn |

### Bronze
| Name            | Sportart            | Wettkampf           |
| --------------- | ------------------- | ------------------- |
| Antonio Díaz    | Karate              | Kata                |
| Yenifer Canelón | Kraftdreikampf      | Schwergewicht       |
| Johan Guzmán    | Inline-Speedskating | 500 m Sprint Straße |

## Teilnehmer nach Sportarten

### Bowling
| Athleten                              | Wettbewerb | Qualifikation | Qualifikation | Vorrunde                       | Vorrunde | Vorrunde                  | Vorrunde | Vorrunde                            | Vorrunde | Achtelfinale  | Achtelfinale  | Viertelfinale                   | Viertelfinale | Halbfinale                        | Halbfinale    | Finale                                 | Finale        | Rang          |
| Athleten                              | Wettbewerb | Punkte        | Rang          | Gegner                         | Ergebnis | Gegner                    | Ergebnis | Gegner                              | Ergebnis | Gegner        | Ergebnis      | Gegner                          | Ergebnis      | Gegner                            | Ergebnis      | Gegner                                 | Ergebnis      | Rang          |
| ------------------------------------- | ---------- | ------------- | ------------- | ------------------------------ | -------- | ------------------------- | -------- | ----------------------------------- | -------- | ------------- | ------------- | ------------------------------- | ------------- | --------------------------------- | ------------- | -------------------------------------- | ------------- | ------------- |
| Frauen                                |            |               |               |                                |          |                           |          |                                     |          |               |               |                                 |               |                                   |               |                                        |               |               |
| Patricia De Faria                     | Einzel     | 1380          | 9             | –                              | –        | –                         | –        | –                                   | –        | Joey Yeo      | 2:1           | Laura Beuthner                  | 0:2           | ausgeschieden                     | ausgeschieden | ausgeschieden                          | ausgeschieden | ausgeschieden |
| Karen Marcano                         | Einzel     | 1337          | 13            | –                              | –        | –                         | –        | –                                   | –        | Daria Pajak   | 0:2           | ausgeschieden                   | ausgeschieden | ausgeschieden                     | ausgeschieden | ausgeschieden                          | ausgeschieden | ausgeschieden |
| Patricia De Faria Karen Marcano       | Doppel     | –             | –             | Yuhong Zhang / Chunli Zhang    | 806:787  | Hsin-yi Tsai / Yu-fen Pan | 869:825  | Laura Beuthner / Birgit Poppler     | 778:913  | –             | –             | Eliisa Hiltunen / Sanna Pasanen | 856:815       | Rocio Restrepo / Clara Guerrero   | 866:947       | Platz 3: Sandra Gongora / Tannya Lopez | 835:965       | 4             |
| Männer                                |            |               |               |                                |          |                           |          |                                     |          |               |               |                                 |               |                                   |               |                                        |               |               |
| Ildemaro Ruiz                         | Einzel     | 1414          | 3             | –                              | –        | –                         | –        | –                                   | –        | Shogo Wada    | 2:0           | Dan MacLelland                  | 2:1           | Tobias Bording                    | 2:0           | Youngseon Cho                          | 0:2           | Silber        |
| Massimiliano Fridegotto               | Einzel     | 1369          | 12            | –                              | –        | –                         | –        | –                                   | –        | ausgeschieden | ausgeschieden | ausgeschieden                   | ausgeschieden | ausgeschieden                     | ausgeschieden | ausgeschieden                          | ausgeschieden | ausgeschieden |
| Massimiliano Fridegotto Ildemaro Ruiz | Doppel     | –             | –             | Juhani Tonteri / Osku Palermaa | 869:833  | Michael Mak / Siu Hong Wu | 935:888  | Johnny Spil / Jeffrey van de Wakker | 873:743  | –             | –             | Andres Gomez / Oscar Rodriguez  | 905:903       | Ricardo Lecuona / Arturo Quintero | 941:862       | Dan MacLelland / Francois Lavoie       | 935:972       | Silber        |

### Inline-Speedskating

#### Bahn
| Athleten      | Wettbewerb           | Qualifikation | Qualifikation | Viertelfinale | Viertelfinale | Halbfinale    | Halbfinale    | Finale        | Finale        | Rang          |
| Athleten      | Wettbewerb           | Zeit          | Rang          | Zeit          | Rang          | Zeit          | Rang          | Zeit/Punkte   | Rang          | Rang          |
| ------------- | -------------------- | ------------- | ------------- | ------------- | ------------- | ------------- | ------------- | ------------- | ------------- | ------------- |
| Frauen        |                      |               |               |               |               |               |               |               |               |               |
| Solimar Vivas | 300 m Zeitfahren     | 27,071 s      | 7             | –             | –             | –             | –             | 27,456 s      | 11            | 11            |
| Solimar Vivas | 500 m Sprint         | –             | –             | 44,497 s      | 4             | ausgeschieden | ausgeschieden | ausgeschieden | ausgeschieden | ausgeschieden |
| Solimar Vivas | 1000 m Sprint        | –             | –             | 1:33,304 min  | 6             | ausgeschieden | ausgeschieden | ausgeschieden | ausgeschieden | ausgeschieden |
| Männer        |                      |               |               |               |               |               |               |               |               |               |
| Johan Guzmán  | 300 m Zeitfahren     | 24,458 s      | 2             | –             | –             | –             | –             | 24,566 s      | 4             | 4             |
| Johan Guzmán  | 500 m Sprint         | –             | –             | 42,810 s      | 7             | 42,813 s      | 6             | 41,785 s      | 2             | Silber        |
| Johan Guzmán  | 1000 m Sprint        | –             | –             | 1:22,661 min  | 2             | 1:22,396 min  | 6             | 1:24,389 min  | 4             | 4             |
| Julio Mirena  | 10000 m Punkterennen | –             | –             | –             | –             | –             | –             | 0 Punkte      | ausgeschieden | ausgeschieden |
| Julio Mirena  | 15000 m Rennen       | –             | –             | –             | –             | –             | –             | ausgeschieden | ausgeschieden | ausgeschieden |

#### Straße
| Athleten      | Wettbewerb           | Qualifikation | Qualifikation | Viertelfinale | Viertelfinale | Halbfinale    | Halbfinale    | Finale        | Finale        | Rang          |
| Athleten      | Wettbewerb           | Zeit          | Rang          | Zeit          | Rang          | Zeit          | Rang          | Zeit/Punkte   | Rang          | Rang          |
| ------------- | -------------------- | ------------- | ------------- | ------------- | ------------- | ------------- | ------------- | ------------- | ------------- | ------------- |
| Frauen        |                      |               |               |               |               |               |               |               |               |               |
| Solimar Vivas | 200 m Zeitfahren     | 19,743 s      | 11            | –             | –             | –             | –             | 19,492 s      | 10            | 10            |
| Solimar Vivas | 500 m Sprint         | 58,450 s      | 1             | 48,343 s      | 3             | ausgeschieden | ausgeschieden | ausgeschieden | ausgeschieden | ausgeschieden |
| Männer        |                      |               |               |               |               |               |               |               |               |               |
| Johan Guzmán  | 200 m Zeitfahren     | 17,213 s      | 6             | –             | –             | –             | –             | 17,442 s      | 10            | 10            |
| Johan Guzmán  | 500 m Sprint         | 44,530 s      | 5             | 43,144 s      | 4             | 42,047 s      | 4             | 42,405 s      | 3             | Bronze        |
| Julio Mirena  | 10000 m Punkterennen | –             | –             | –             | –             | –             | –             | 0 Punkte      | 14            | 14            |
| Julio Mirena  | 20000 m Rennen       | –             | –             | –             | –             | –             | –             | ausgeschieden | ausgeschieden | ausgeschieden |

### Karate
| Athleten      | Wettbewerb   | Vorrunde        | Vorrunde | Vorrunde        | Vorrunde | Vorrunde         | Vorrunde | Halbfinale      | Halbfinale    | Finale / Platz 3          | Finale / Platz 3 | Rang          |
| Athleten      | Wettbewerb   | Gegner          | Ergebnis | Gegner          | Ergebnis | Gegner           | Ergebnis | Gegner          | Ergebnis      | Gegner                    | Ergebnis         | Rang          |
| ------------- | ------------ | --------------- | -------- | --------------- | -------- | ---------------- | -------- | --------------- | ------------- | ------------------------- | ---------------- | ------------- |
| Männer        |              |                 |          |                 |          |                  |          |                 |               |                           |                  |               |
| Andrés Madera | Kumite 67 kg | Steven Da Costa | 0:7      | Deivis Ferreras | 1:2      | –                | –        | ausgeschieden   | ausgeschieden | ausgeschieden             | ausgeschieden    | ausgeschieden |
| Antonio Díaz  | Kata         | Ahmed Shawky    | 4:1      | Bartosz Mączka  | 5:0      | Vu Duc Minh Dack | 5:0      | Damian Quintero | 1:4           | Platz 3: Vu Duc Minh Dack | 4:1              | Bronze        |

### Kraftdreikampf
| Athleten              | Wettbewerb    | Kniebeugen (kg) | Bankdrücken (kg) | Kreuzheben (kg) | Gesamt (kg)     | Punkte          | Rang            |
| --------------------- | ------------- | --------------- | ---------------- | --------------- | --------------- | --------------- | --------------- |
| Frauen                |               |                 |                  |                 |                 |                 |                 |
| Maria Dominguez       | Leichtgewicht | 187,5           | 150,0            | 162,5           | 500,0           | 623,40          | 5               |
| Frankmary Duno Medina | Leichtgewicht | 170,0           | 110,0            | 162,5           | 442,5           | 603,04          | 6               |
| Edgimar Ruíz Moreno   | Mittelgewicht | disqualifiziert | disqualifiziert  | disqualifiziert | disqualifiziert | disqualifiziert | disqualifiziert |
| Yenifer Canelón       | Schwergewicht | 235,0           | 132,5            | 220,0           | 587,5           | 630,80          | Bronze          |

### Sumō
| Athleten        | Wettbewerb    | 1. Runde                | 1. Runde | 2. Runde                  | 2. Runde      | Achtelfinale                     | Achtelfinale  | Viertelfinale              | Viertelfinale | Halbfinale                      | Halbfinale    | Finale/Platz 3        | Finale/Platz 3 | Rang          |
| Athleten        | Wettbewerb    | Gegner                  | Ergebnis | Gegner                    | Ergebnis      | Gegner                           | Ergebnis      | Gegner                     | Ergebnis      | Gegner                          | Ergebnis      | Gegner                | Ergebnis       | Rang          |
| --------------- | ------------- | ----------------------- | -------- | ------------------------- | ------------- | -------------------------------- | ------------- | -------------------------- | ------------- | ------------------------------- | ------------- | --------------------- | -------------- | ------------- |
| Frauen          |               |                         |          |                           |               |                                  |               |                            |               |                                 |               |                       |                |               |
| Eucaris Pereira | Leichtgewicht | –                       | –        | –                         | –             | Hui-Shan Hsiao                   | gewonnen      | Yuka Okutomi               | verloren      | ausgeschieden                   | ausgeschieden | ausgeschieden         | ausgeschieden  | ausgeschieden |
| Eucaris Pereira | Leichtgewicht | –                       | –        | –                         | –             | Repechage: Monika Skiba          | verloren      | Yuka Okutomi               | verloren      | ausgeschieden                   | ausgeschieden | ausgeschieden         | ausgeschieden  | ausgeschieden |
| Yaseny Castillo | Mittelgewicht | –                       | –        | –                         | –             | Marina Rozum                     | verloren      | ausgeschieden              | ausgeschieden | ausgeschieden                   | ausgeschieden | ausgeschieden         | ausgeschieden  | ausgeschieden |
| Ofelia Barrios  | Mittelgewicht | –                       | –        | –                         | –             | Asano Ota                        | verloren      | ausgeschieden              | ausgeschieden | ausgeschieden                   | ausgeschieden | ausgeschieden         | ausgeschieden  | ausgeschieden |
| Ofelia Barrios  | Mittelgewicht | –                       | –        | –                         | –             | Repechage: Kamonchanok Ammuaypol | verloren      | ausgeschieden              | ausgeschieden | ausgeschieden                   | ausgeschieden | ausgeschieden         | ausgeschieden  | ausgeschieden |
| María Cedeño    | Schwergewicht | –                       | –        | –                         | –             | Viparat Vituteerasan             | verloren      | ausgeschieden              | ausgeschieden | ausgeschieden                   | ausgeschieden | ausgeschieden         | ausgeschieden  | ausgeschieden |
| Eucaris Pereira | Offene Klasse | Maria Drboian           | verloren | Repechage: Vivien Sarkany | verloren      | ausgeschieden                    | ausgeschieden | ausgeschieden              | ausgeschieden | ausgeschieden                   | ausgeschieden | ausgeschieden         | ausgeschieden  | ausgeschieden |
| Eucaris Pereira | Offene Klasse | Repechage: Yuka Okutomi | gewonnen | Repechage: Vivien Sarkany | verloren      | ausgeschieden                    | ausgeschieden | ausgeschieden              | ausgeschieden | ausgeschieden                   | ausgeschieden | ausgeschieden         | ausgeschieden  | ausgeschieden |
| Yaseny Castillo | Offene Klasse | Otgon Munkhtsetseg      | verloren | ausgeschieden             | ausgeschieden | ausgeschieden                    | ausgeschieden | ausgeschieden              | ausgeschieden | ausgeschieden                   | ausgeschieden | ausgeschieden         | ausgeschieden  | ausgeschieden |
| Ofelia Barrios  | Offene Klasse | Magdalena Macios        | gewonnen | Erika Makai               | verloren      | ausgeschieden                    | ausgeschieden | ausgeschieden              | ausgeschieden | ausgeschieden                   | ausgeschieden | ausgeschieden         | ausgeschieden  | ausgeschieden |
| María Cedeño    | Offene Klasse | –                       | –        | Ekaterina Alekseeva       | gewonnen      | Fruzsina Forgó                   | gewonnen      | Ivanna Berezovska          | verloren      | Maria Drboian                   | gewonnen      | Platz 3: Olga Davydko | verloren       | 4             |
| María Cedeño    | Offene Klasse | –                       | –        | Ekaterina Alekseeva       | gewonnen      | Repechage: Viparat Vituteerasan  | gewonnen      | Repechage: Batchimeg Baast | gewonnen      | Maria Drboian                   | gewonnen      | Platz 3: Olga Davydko | verloren       | 4             |
| Männer          |               |                         |          |                           |               |                                  |               |                            |               |                                 |               |                       |                |               |
| Oscar Hernández | Leichtgewicht | –                       | –        | –                         | –             | Kostiantyn Bulatov               | verloren      | ausgeschieden              | ausgeschieden | ausgeschieden                   | ausgeschieden | ausgeschieden         | ausgeschieden  | ausgeschieden |
| Oscar Hernández | Leichtgewicht | –                       | –        | –                         | –             | Repechage: Badral Baasandorj     | verloren      | ausgeschieden              | ausgeschieden | ausgeschieden                   | ausgeschieden | ausgeschieden         | ausgeschieden  | ausgeschieden |
| Walter Rivas    | Mittelgewicht | –                       | –        | –                         | –             | Michal Luto                      | verloren      | Repechage: Colton Runyan   | gewonnen      | Repechage: Ochirkhuu Usukhbayar | verloren      | ausgeschieden         | ausgeschieden  | ausgeschieden |
| Walter Rivas    | Mittelgewicht | –                       | –        | –                         | –             | Repechage: Kiyoyuki Noguchi      | gewonnen      | Repechage: Colton Runyan   | gewonnen      | Repechage: Ochirkhuu Usukhbayar | verloren      | ausgeschieden         | ausgeschieden  | ausgeschieden |
| Walter Rivas    | Offene Klasse | Kena Heffernan          | verloren | ausgeschieden             | ausgeschieden | ausgeschieden                    | ausgeschieden | ausgeschieden              | ausgeschieden | ausgeschieden                   | ausgeschieden | ausgeschieden         | ausgeschieden  | ausgeschieden |
| Oscar Hernández | Offene Klasse | –                       | –        | Takahiro Higuchi          | verloren      | ausgeschieden                    | ausgeschieden | ausgeschieden              | ausgeschieden | ausgeschieden                   | ausgeschieden | ausgeschieden         | ausgeschieden  | ausgeschieden |